# "P" da Vida
""P" da Vida" é uma canção do grupo de música pop brasileiro Dominó, incluída em seu álbum autointitulado de 1987. Trata-se do segundo single de Dominó, após o lançamento de "Manequim" que obteve sucesso nas rádios brasileiras.
A música é uma versão em português, feita por Edgard Poças, de "Tutta la Vita" ("Por Toda a Vida"), apresentada pela primeira vez pelo cantor e compositor italiano Lucio Dalla. Lançada em 1984, a versão de Dalla foi o primeiro single de seu álbum de estúdio Viaggi Organizzati, produzido por Mauro Malavasi. A letra da música fala sobre um homem que busca a liberdade ao longo de toda a vida, tentando evitar se apaixonar e querendo apenas se divertir.
Para o mercado de língua espanhola foram lançadas duas versões cover: a primeira foi interpretada pelo cantor cubano Franco e a segunda pelo artista mexicano Emmanuel. Ambas as versões passaram três semanas, cada uma delas, no topo da parada, sendo a primeira e única vez na história da parada Hot Latin Tracks em que duas versões da mesma música se sucederam no topo. As duas versões ficaram em 32º lugar na retrospectiva feita pela VH1 América Latina para as "100 Maiores Músicas dos anos 80 em espanhol".
No que diz respeito a versão do grupo Dominó, segundo o jornal Alto Madeira, mostra a mudança que vinha acontecendo com os rapazes, agora mais velhos e maduros do que quando começaram. Em entrevista, o integrante Nill revelou: "Nós estamos querendo assumir um pouco mais de maturidade, acompanhando nosso público, que também vai, no passar do tempo, alcançando outro estágio. E nós estamos acompanhando. A música "P... da vida" é um tipo de desabafo contra a atual conjuntura social em que o País se encontra e, ao mesmo tempo, a mudança do grupo quanto ao estilo das canções [que o Dominó havia lançado anteriormente]".
Como forma de divulgação o grupo cantou a faixa em diversos programas de TV, como o Globo de Ouro, da TV Globo, e em um especial do grupo Dominó da Rede Bandeirantes. Também foi feito um videoclipe, cuja direção coube a Nilton Travesso, no qual os rapazes cantam e fazem a coreografia da música em um cenário todo branco. As gravações ocorreram em um estúdio da extinta Rede Manchete. O clipe foi exibido no programa FM TV da última emissora mencionada.
As avaliações da mídia e dos críticos foram favoráveis. Os jornais Luta Democrática e Correio Braziliense afirmaram que a faixa mostra com clareza as preocupações do mundo de hoje e o amadurecimento dos artistas.
Comercialmente, a faixa se destacou nas execuções em rádios brasileiras.
Ao longo dos anos, alguns artistas brasileiros fizeram versões cover da música, a saber: em 1995, a cantora Fafá de Belém a incluiu entre as faixas de seu álbum Ao Vivo; Em 2020, a banda de punk rock Plebe Rude lançou o cover com a participação do cantor Afonso Nigro, ex-integrante do Dominó.

## Lista de faixas
- Créditos adaptados do single de ""P" da Vida".[19]

### Single 12"
Lado A
| N.º | Título                       | Compositor(es)                       | Duração |  |
| 1.  | ""P" Da Vida (Toda La Vida)" | Lucio Dalla , versão de Edgard Poças | 3:59    |  |

Lado B
| N.º | Título                       | Compositor(es)               | Duração |  |
| 1.  | ""P" Da Vida (Toda La Vida)" | L. Dalla, versão de E. Poças | 3:59    |  |